# دون كارلسون
دون كارلسون (بالإنجليزية: Don Carlson)‏ مواليد 22 مارس 1919 في منيابولس - الوفاة 16 أكتوبر 2004، كان لاعب كرة سلة أمريكي. بدأ مسيرته الاحترافية في سنة 1946. حمل الرقم 15. بلغ طوله 6 قدم 0 بوصة (1.8 م). اعتزل اللعب في 1951. فاز بلقب دوري إن بي إيه.

## المسيرة الاحترافية
لعب مع شيكاغو ستايغس في موسم 1946–47، ثم لعب مع لوس أنجلوس ليكرز من سنة 1947 إلى 1951، ثم لعب مع بالتيمور باليتس في موسم 1950–51.

## روابط خارجية
- دون كارلسون على موقع إن بي أي (الإنجليزية)
- دون كارلسون على موقع سبورتس رفرنس (الإنجليزية)
- دون كارلسون على موقع ريلجم (الإنجليزية)
- دون كارلسون على موقع بروبوليرز (الإنجليزية)
- دون كارلسون على موقع سبورتس رفرنس (الإنجليزية)